# HD 40307 g
HD 40307 g è un pianeta extrasolare che orbita attorno alla stella HD 40307, a 42 anni luce di distanza dalla Terra nella costellazione del Pittore. Scoperto da un team di astronomi guidati da Mikko Tuomi e Guillem Anglada-Escude, è il sesto pianeta appartenente al suo sistema ed è localizzato nella zona abitabile della propria stella.
Si tratta del più esterno dei sei pianeti scoperti attorno a HD 40307, dista 0,6 UA e considerando che la stella madre è meno luminosa del Sole le condizioni sulla superficie del pianeta potrebbero essere simili a quelle terrestri. Inoltre a quella distanza dalla stella, il pianeta non dovrebbe avere una rotazione sincrona e ciò permetterebbe l'alternarsi del giorno e della notte sui suoi emisferi, favorendo l'equilibrio termico e di conseguenza l'eventuale sviluppo della vita..
L'Università di Porto Rico a Arecibo aveva collocato il pianeta al quarto posto in quanto a somiglianza con la Terra dopo la scoperta, dietro a Gliese 581 g, Gliese 667 Cc e Kepler-22 b. La temperatura di equilibrio viene stimata in 224 K, ma considerando l'effetto serra provocata da un'atmosfera di tipo terrestre, ma più densa data la maggior massa del pianeta rispetto alla Terra, la temperatura reale media sulla superficie viene stimata di poco inferiore a quella terrestre, ossia 279 K, pari a 6 °C.
Studi negli anni 2010 suggeriscono tuttavia che pianeti con un raggio superiore a <1,6 volte quello terrestre possano essere dei nani gassosi piuttosto che dei pianeti rocciosi, ossia pianeti con una spessa atmosfera di idrogeno ed elio senza una superficie solida. Non essendo noto con precisione il raggio non è possibile stabilire se il pianeta appartenga a una o all'altra categoria.
Uno studio del 2016 di Diaz et al. con a disposizione un maggior numero di velocità radiali ha messo in dubbio la sua esistenza, così come quella del quarto pianeta, HD 40307 e.